# Joanna Stasiak
Joanna Stasiak (ur. 2 marca 1965 w Łodzi) – polska pedagog, doktor habilitowana i profesor sztuk plastycznych, artystka malarka, organizatorka i kuratorka wystaw. Wykładowca w Instytucie Edukacji Artystycznej Akademii Pedagogiki Specjalnej im. Marii Grzegorzewskiej w Warszawie. Uczyła również na Wydziale Nauk Społecznych Uniwersytetu Warmińsko-Mazurskiego w Olsztynie.

## Życiorys
Absolwentka malarstwa na Wydziale Sztuk Pięknych Uniwersytetu Mikołaja Kopernika w Toruniu. Dyplom z malarstwa uzyskała w 1989 w pracowni profesora Janusza Kaczmarskiego. Dwa lata później ukończyła studia podyplomowe w The Ruskin School od Drawing and Fine Art w Oksfordzie pod kierunkiem profesora Stephena Farthinga.
Po studiach, w latach 1991-1994 pracowała w Liceum Plastycznym w Warszawie, w okresie od 1992 do 1996 związana ze szkołą rysunku przy Fundacji „Dziecko i Sztuka”. Od 1996 asystentka w Instytucie Wychowania Artystycznego Wyższej Szkoły Pedagogicznej w Olsztynie a następnie adiunkt Pracowni Malarstwa i Rysunku Katedry Sztuk Pięknych Uniwersytetu Warmińsko-Mazurskiego.
Od 2006 pracuje w Instytucie Edukacji Artystycznej Akademii Pedagogiki Specjalnej im. Marii Grzegorzewskiej w Warszawie.
Współautorka (wraz z Jackiem Antonim Zielińskim) serii podręczników „Świat Sztuki” do nauczania w szkole podstawowej i gimnazjum (Warszawa 2009, Wydawnictwa Szkolne i Pedagogiczne).
W 1996 założyła autorską Galerię In Spe, działającą początkowo w lokalu przy ulicy Pięknej 16B a następnie organizującą wystawy gościnnie. Galeria ma na swoim koncie między innymi zorganizowanie (razem z Anną Wrońską) wystawy prac Janusza Kaczmarskiego "Wizerunki własne – autoportrety, wnętrza, martwe natury" w galerii Krypta u Pijarów w Krakowie w 2000 roku, oraz (wspólnie z Katarzyną Kasprzak-Stamm) wystawy „Gwasze, akwarele, rysunki Andrzeja Wróblewskiego. Inedita” w Muzeum Teatralnym Teatru Wielkiego Opery Narodowej w Warszawie w lutym 2002 roku.
Kuratorka i organizatorka projektu wystawy i konferencji w Warszawie (razem z Magdaleną Durdą-Dymitruk) „Jikihitsu. Sygnatura artysty. Obecność tradycji japońskiej we współczesnej sztuce polskiej” w czerwcu 2019 roku.
Mieszka i pracuje w Trękusie na Warmii.

## Twórczość

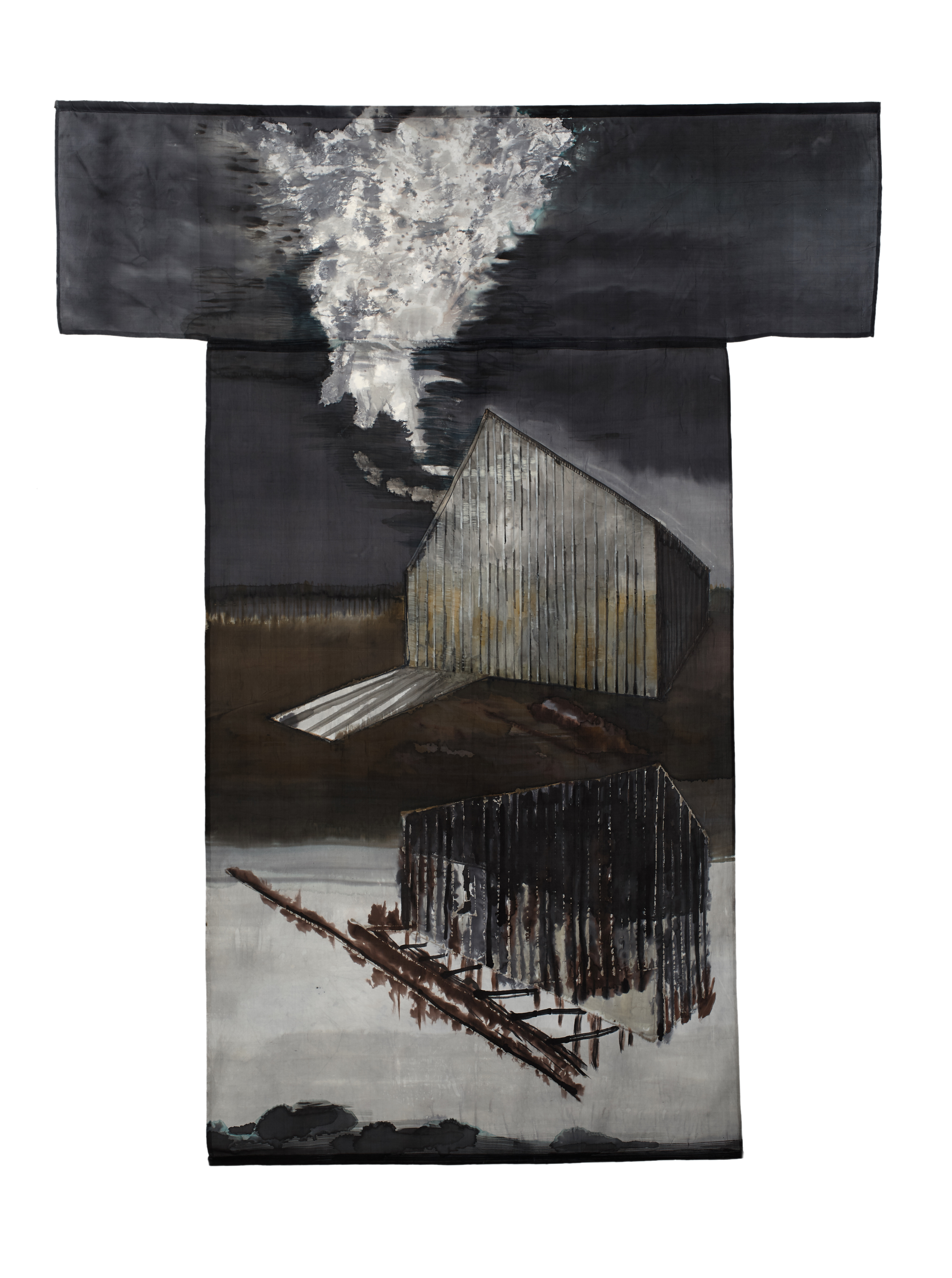
Joanna Stasiak – Na pogorzelisku, fot. Adam Strzelecki. Obraz znajduje się w kolekcji Muzeum Sztuki i Techniki Japońskiej „Manggha”

Na początku malowała kompozycje figuralne, przedstawienia samotnej postaci na neutralnym, ciemnym tle. Inspiracją dla jej prac jest poezja (namalowała serię portretów rosyjskich poetów), filozofia, a także pejzaż i sztuka Warmii. Jej obrazy po 1998 roku to głównie przedstawienia wyobrażonego pejzażu z pojawiającymi się w nim figurami, jak na obrazach z cyklu „Wędrowca” czy „Krzyżmaka”. Od 2010 roku maluje wyłącznie na jedwabiu. Tematy jej wielkoformatowych malowideł to nadal wątki pejzażowe (np. cykl „Mosty”) a także inspiracje podróżami na wschód (cykl „Małpy”, 2010-15, „Morze Wewnętrzne”, 2017-2019).

## Nagrody i wyróżnienia
Uhonorowana m.in.:
- Wyróżnieniem za dyplom malarski i pracę teoretyczną (1989)
- Stypendium Ministerstwa Kultury i Dziedzictwa Narodowego (1989, 1991)
- Stypendium British Council na wyjazd do Anglii (1990)
- Stypendium paryskiej „Kultury” na Rzecz Pomocy Niezależnej Literaturze i Nauce Polskiej (1998)
- Wyróżnieniem rektora Uniwersytetu Warmińsko-Mazurskiego za działalność naukową (2001)
- Srebrnym Krzyżem Zasługi (2019)